# Гершфельд, Григорий Исаакович
Григо́рий Исаа́кович Ге́ршфельд (16 (29) декабря 1883, Винница Подольской губернии — 8 октября 1966, Кишинёв) — российский, украинский и молдавский композитор, скрипач, преподаватель.

## Биография
Родился в Виннице в потомственной клезмерской семье. В 1901—1904 годах учился в Одесском музыкальном училище по классу скрипки, а в 1904—1907 годах — в Киевском музыкальном училище. В 1907—1916 годах преподавал скрипичное искусство в Высшем национальном училище в Бобринце Елисаветградского уезда Херсонской губернии (ныне райцентр в Кировоградской области Украины), в 1918—1923 годах в мужской гимназии (затем школе) там же. С 1923 года работал преподавателем по классу скрипки в музыкальных школах Бердичева, с 1937 года — Тирасполя, в эвакуации в годы Великой Отечественной войны — Намангана.
С 1944 года преподавал во вновь организованной его сыном композитором Давидом Гершфельдом консерватории в Кишинёве (с 1946 года — доцент по классу скрипки, альта и домры). До 1953 года также преподавал и был заведующим учебной частью в кишинёвской музыкальной школе-десятилетке имени Е. Коки. Среди учеников Григория Гершфельда — видный молдавский дирижёр и скрипач, основатель ансамбля «Флуераш» Сергей Лункевич.
Григорий Гершфельд — автор сочинений для скрипки с оркестром («Фантазия», 1947), духового оркестра (марши, увертюра «Красная кавалерия», 1923, Квартет, 1931), струнного квартета («Песня без слов», 1914), скрипки в сопровождении фортепиано («Вариации», 1912, «Концертный этюд», 1945), сольных скрипичных композиций («Этюды для начинающих во всех позициях»), для виолончели в сопровождении фортепиано (пьесы, 1951) и других произведений.

## Семья
- Жена — Елена Яковлевна Фишман[1].
- Внук — Альфред Гершфельд, дирижёр и композитор; главный дирижёр Молдавского театра оперы и балета, основатель Молдавского национального камерного оркестра, профессор дирижёрского искусства в New World School of The Arts в Майами.